# PixelJunk
PixelJunk（ピクセルジャンク）とは、有限会社キュー・ゲームスが開発しているゲームソフトのシリーズ名である。
キュー・ゲームス代表取締役のディラン・カスバートは、3Dゲームが流行する中で2Dのゲームを作りたいと考えたことが本シリーズ誕生のきっかけだと「BitSummit Volume 6」で行われたセッションの中で話している。
キュー・ゲームスのスタジオディレクター吉田謙太郎はCEDEC 2008において、本シリーズのコンセプトとして「ゲーム本来の楽しさを追求」「続編にとらわれないラインナップ」「短い時間で何度も楽しめるリプレイ性」など複数を挙げており、次々と発表することでインパクトを与え、世界同時配信による宣伝効果の向上なども狙いとして挙げている。吉田はダウンロード配信の利点として早い段階でユーザからのフィードバックが寄せられるため開発者のモチベーション維持にもつながるほか、パッチによるアップデートやアイテムの配信なども簡単にできる。また、本シリーズではゲーム内のデータをスクリプト化しているため、マップパックなどの配信もスクリプトの追加で済んでいる。一方、配信時のデータ量にコストがかかるため、容量の大きいムービーなどは入れず、オートプレイによるチュートリアルなどが取り入れられている。

## シリーズ一覧
| #             | タイトル                       | プラットフォーム                                            | リリース日                              | 備考                                |
| ------------- | ------------------------------ | ----------------------------------------------------------- | --------------------------------------- | ----------------------------------- |
| 1-1           | PixelJunk RACERS               | PlayStation 3                                               | 2007年9月20日                           |                                     |
| 1-1a          | PixelJunk RACERS 2nd Lap       | PlayStation 3                                               | 2010年7月15日                           |                                     |
| 1-2           | PixelJunk MONSTERS             | PlayStation 3                                               | 2007年12月6日                           |                                     |
| 1-2a          | PixelJunk MONSTERS アンコール  | PlayStation 3                                               | 2008年4月24日                           | PixelJunk モンスターズの追加データ  |
|               | PixelJunk MONSTERS DELUXE      | PSP                                                         | 2009年11月1日                           |                                     |
|               | PixelJunk MONSTERS オンライン  | Facebook用アプリ                                            |                                         | 基本プレイ無料 一部アイテム課金あり |
|               | PixelJunk Monsters Ultimate    | Microsoft Windows Mac OS X Linux                            | 2013年8月27日                           |                                     |
|               | PixelJunk Monsters Ultimate HD | PS Vita                                                     | 2013年11月26日                          |                                     |
| 1-3           | PixelJunk Eden                 | PlayStation 3                                               | 2008年7月31日                           |                                     |
| 1-3           | PixelJunk Eden                 | Microsoft Windows                                           | 2012年2月3日                            |                                     |
| 1-3a          | PixelJunk Eden アンコール      | PlayStation 3                                               | 2009年4月16日                           | PixelJunk Edenの追加データ          |
| 1-4           | PixelJunk SHOOTER              | PlayStation 3                                               | 2009年12月24日                          |                                     |
| 1-4           | PixelJunk SHOOTER              | Microsoft Windows Mac OS X Linux                            | 2013年11月12日                          |                                     |
| 1-4a          | PixelJunk SHOOTER2             | PlayStation 3                                               | 2011年3月3日                            |                                     |
| 1-4b          | PixelJunk サイドスクローラー   | PlayStation 3                                               | 2011年11月10日                          |                                     |
| 1-5           | PixelJunk 4am                  | PlayStation 3                                               | 2012年6月5日                            | PlayStation Move対応                |
| 1-6           | PixelJunk nom nom Galaxy       | Microsoft Windows                                           | 2014年3月14日                           |                                     |
|               | PixelJunk SHOOTER Ultimate     | PlayStation 4 PlayStation Vita                              | 2014年6月18日                           |                                     |
|               | PixelJunk VR Dead Hungry       | Microsoft Windows                                           | 2016年12月6日                           | Oculus TouchまたはHTC Vive対応      |
| PlayStation 4 | PixelJunk VR Dead Hungry       | 2017年10月25日                                              | PlayStation VR専用 PlayStation Move対応 |                                     |
|               | PixelJunk MONSTERS 2           | Microsoft Windows, Playstation 4, Nintendo Switch, Xbox One | 2018年                                  |                                     |

## PixelJunk RACERS
『PixelJunk RACERS』（ピクセルジャンク レーサーズ）は、PixelJunkシリーズ第1作のレーシングゲームである。通常のレースゲームとは違い、見下ろし視点での操作が特徴である。
その後、2010年7月15日に『PixelJunk RACERS』と入れ替わる形でアップデート版の『PixelJunk RACERS 2nd Lap』が配信された。

### 操作方法
各コースは5つのレーンに分かれており、プレイヤーはそのレーンを移動しながら車を走らせていく。R2ボタンの押し込み具合によってスピードを調整できる。
各レースごとに決められているルールには、3段階の目標が設定されている。トーナメントでは、この目標を達成することがクリア条件となる。クイックレースでは、目標の達成度合いによってドライバーズポイントが貯まる。また、それぞれには難易度の高いmk2・mk3バージョンがある。
ゾーン
コース上を走る黒のアザーカーの後ろにある青い円の中に車を一定時間入れることによって、対戦相手の車を爆発させることができる。制限時間内に何台爆破できるかを競う。青い円の中に入れる場合、車の速度が速すぎても遅すぎてもいけないため、絶妙なスピードコントロールが必要となる。対人戦の場合は相手の車を爆発させれば勝ちとなり、ゴーストアタックでは全台撃破までのタイムを競う。
コンボレーサー
コース上を走る白のアザーカーを抜いていく。抜かれたアザーカーは黒に変わる。1台抜くたびに車の速度が上がっていき、10台抜くと最高速になるがクラッシュすると初速からとなる。すべてのアザーカーを抜くまでのタイムを競う。
スピードモンキー
コンボレーサー同様アザーカーを抜いていくが、抜かれたアザーカーの色は変化しない。また、速度の制限もないためコンボを続ける限り速度は上昇する。制限時間内に記録した最高コンボ数を競う。なお、タイムアップ時に走行している場合はそのアタックがラストチャレンジとなる。
ファイアボール
同様にアザーカーを抜いてコンボを稼ぐ。特徴として、10コンボを達成した時点でファイアボールという状態になることがあげられる。これはステータス面では5秒間無敵、かつ最高速度の状態である。その状態でアザーカーを破壊するとさらに速度を上げることができる。タイムアタック方式であり、5周走行するタイムを競う。
ライバル
ライバルカー（3～9台）とのレース。アザーカーの間をすり抜け、ダッシュパネルを使用しながら1位を目指す。いち早く10周したプレイヤーが勝利する。ゴーストアタックでは10周のタイムを競う。
サンデードライバー
多数の蛇行運転状態のアザーカーの中をすり抜けて走り、制限時間内に抜いた台数を競う。
デスレース
走行している黒のアザーカーを破壊していく。破壊されたアザーカーは青い炎をまとう様になり、炎をまとったアザーカーに接触した時点でアウト。タイムアップ、全車破壊かアウトまでに破壊した台数を競う。ゴーストアタックは全車破壊するまでのタイムを競う。（アウトの場合は記録なし）
バルーン
スタートからアクセルを踏み続けると風船が膨らみ、離すと風船の風圧で車が進む。コース上に置かれているミサイルをよけながらできる限り長い距離を走る。風船は大きく膨らませるほど長い距離を走れるが、膨らませすぎて破裂させてしまうと記録が無しになる。
ザ チェイス
コース上を走る黒のライバルカーに当たって撃破させていく。側面からの攻撃は5ダメージ、後方からの攻撃は10ダメージで計算され、時間内に与えた総ダメージ量を競う。ゴーストアタックでは撃破するまでのタイムを競い、撃破に必要なダメージは合計で200である。
ホットロット
全車最高速度の状態で走り、白のアザーカーを全て抜くことを目指す。プレイヤーは最後尾からスタートする。10周回った時点での順位を競う（全て抜けば1位、1台抜かし残しがある度に1ランクずつ下がる）。ゴーストアタックでは10周のタイムを競う。
エスケープ
ゲームスタートから7秒後に黒のアザーカーに火がつくのでアザーカーに接触しないよう走行し続ける。接触した時点で終了。生存した時間を競う。アザーカーの速度は時間が経つにつれ上がる。
サドンデス
コース上を走るミサイルに触れないようにしながら走り、ミサイルに触れた時点で即終了となる。タイムアップないしアウトになるまでにミサイルを抜いた数を競う。
バディレース
黒の相棒の車に近づくと両方の車の速度が速くなる（近づくほど上昇）のを使い、5周をできるだけ早く完走することを競う。
ザ バンパイア
ゲームスタートともに自車の速度が低下するが、コース上のアザーカーを食べる（接触する）ごとに速度が回復する。これを用いてできる限り長い時間走り続ける。速度が一定以下になった時点で終了。
スチューデントドライバー
コースをふらつく教習車の動きを見極めて抜かしていく。制限時間内に抜いた台数を競う。
リバーシ
コース上には白と黒のアザーカーが多数いる状態でスタート。アクセルを踏むと車が白に、離すと黒になるのを生かし、同じ色の車に接触させて撃破する。ただし、違う色の車に接触してしまうとクラッシュしてしまう。1台撃破につき10点。この得点を競う。このステージのみオートアクセルとなっている。

## PixelJunk MONSTERS
『PixelJunk MONSTERS』（ピクセルジャンク モンスターズ）は、タワーディフェンス系ゲームであり、『PixelJunk』シリーズの第2弾にあたる。

### リリース（MONSTERS）
2008年4月24日に追加データとして『PixelJunk MONSTERS アンコール』が、同年7月10日にはサウンドトラックが配信された。また、同10月23日にアップデートが実施され、トロフィー機能、録画（及びYouTubeへのアップロード）機能、難易度選択、システムBGM機能が追加されている。2009年11月にはPixelJunkシリーズ初となるPSPタイトル「PixelJunk MONSTERS DELUXE」が発売された。
さらに、2018年5月24日には続編となる「PixelJunk Monsters 2」が発売された。

### ルール
- プレイヤーの目的は家に向かって襲いかかってくる敵を通り道の沿道に建てるタワーの攻撃で撃退し家にいるチビを守ることである。
- 敵はウェーブという単位で襲いかかってくる。1ウェーブに襲いかかってくる敵は1種類のみ（例外あり）。敵の種類によって有効な攻撃手段も変わる。最終ウェーブはボスが登場する。
- タワーは沿道の木にコインを消費して建設することができる。敵を倒す、タワーを成長させる、ジェムを消費することによってタワーの経験値が貯まり、最大になるとレベルが1上昇する。レベルが上がると攻撃力や攻撃範囲が上昇する。タワーのレベルは5まで。高いほど貯めなければならない経験値や消費するジェムが多くなる。また、レベル4以上でタワーを売却するとコインに加えジェムを放出する。
- コインは敵を倒したり、木に隠されたコインを見つけることで獲得できる。また、1ウェーブ終了ごとにウェーブボーナスとしてその時点の所持金の5%が加算される。（ジェムによるレベルアップで最大20%まで上昇可能。）
- ジェムは敵を倒すと獲得できる。貯めることで新しいタワーの開発やタワーのレベルアップ、ボムの設置をすることができる。
- イージーでは10ウェーブ、それ以外では20ウェーブ耐えればクリア。敵を家までたどり着かせてしまうと敵1匹につきチビを1人を失う（多く攻められた場合は処理が追い付かず2匹で1人消滅ということもある）。また、ボスは倒すまで家を攻撃し続ける。20人いるチビを全員失うとゲームオーバー。

### タワーの種類
アロータワー
最初に使える3種のタワーの一つ。一番安価で唯一の陸空両用。攻撃力は低く単発の矢しか撃てないため集団には不向きだが攻撃範囲が広く序盤戦の要になる。
キャノンタワー
最初に使える3種のタワーの一つ。対地専用。攻撃範囲は狭く、攻撃時間も長いが攻撃力と爆風の大きさは随一。終盤戦まで長く使えるタワー。
アンチエアタワー
最初に使える3種のタワーの一つ。対空専用。空を飛ぶ敵にマシンガンを発射する。攻撃速度は速いが対空専用なのがネック。しかし、アローと合わせ中盤戦までの対空対策になる。
アイスタワー
攻撃力は微々たるものだが冷気を噴射することで敵の速度を下げる。速い敵や体力が多い敵への時間稼ぎに有効だが使われる場面は少ない。
レーザータワー
空を飛ぶ敵にレーザーを発射する。レーザーは画面端まで届く。威力、範囲ともに申し分なく対空最強とだけあって後半の対空対策の中心になる。
ファイアタワー
地面を進む敵に火炎放射を行う。噴射までにラグがあるため動きの速い敵には逃げられることも多いが、高火力で中盤から終盤にかけてのクリ対策に役立つ。
ハイブタワー
ステージ中1つしか建設できない。巣の近くを敵が通ると虫が敵めがけて襲いかかる。陸空両用で攻撃も意外に高い。レベルを上げると一気に襲いかかるようになるなど優良なタワーである。建設場所をどこにするかが最大のカギである。
テスラタワー
タワーに近づく敵全員に電撃を浴びせる。威力、速度は上々であるが攻撃範囲が狭すぎる点が欠点である。しかし、レベルを最大まで上げると猛威を振るうようになる。
モータータワー
デフォルトで最も強いタワーである。巨大な砲弾を敵めがけて落とす。威力、範囲、速度全てトップクラスだが最強故の開発コストの高さと建設費用の高さが欠点である。
???
ゲーム内のステージをクリアすると手に入る最も強いタワー。威力は低いものの攻撃範囲はステージ全土に及ぶ。
- DELUXEより追加されたタワー

トラップタワー
2本の木を使い道を横切るように設置するタワー。設置が完了すると2本の間にレーザー光線が走り敵を焼き焦がす。
ジェムタワー
唯一攻撃することが出来ないが、建設するとタワーの場所から一定範囲内のタワーのレベルが上昇する。ただし、一定時間で自動的に崩壊する。その際ジェムも放出する。

### 敵
クリ
小さな丸い敵。体力、移動速度共に低く、余裕で倒すことができるが、ウェーブを重ね、集団でやってくると脅威になる。
クモ
初期体力がアロー1発で倒せるほど低いが、移動が速いためキャノンなどの攻撃速度が遅いタワーでは苦戦を強いられる可能性が高い。
クルクル
空を飛んでいる虫。空に浮かんでるため対地攻撃は一切効かない。クリと同様集団で来ると対応に手間取ることもある。
コウモリ
空を飛ぶコウモリ。速度が速いため素早く迎撃できるかがカギである。
ジャイアント
岩でできた巨人。速度は遅いものの防御力と体力はザコの中では最大。ボスの1つ前のウェーブに集団で現れることもある。
ハチ
大きく丸っこいハチ。移動速度は他の空系より遅いが、その分体力が高い。
ボス
ステージによって姿形が違う。中には特定の攻撃を無効にするボスもいるので注意が必要である。
また、一部モンスターの中には色が付いているものがいる。そのモンスターは特定の攻撃を無効にするので注意が必要である。
アンチマジックモンスター（赤）
ファイアタワーによる火炎放射やテスラタワーによる電撃が効かないモンスター。アローやキャノンで迎え撃つ必要がある。
アンチフィジックモンスター（緑）
上とは逆にアローやキャノンが効かない。こちらは逆にファイアやテスラで対処する必要がある。
アンチアイスモンスター
アイスタワーによる足止めが効かないモンスター。攻撃速度が速いタワーで短期決着を図ることが必要である。
- DELUXEより追加された敵

チョキチョキ
蟹の形をしたモンスター。硬い上に素早い難敵。倒すには工夫が必要である。
炎に包まれたモンスター
体に炎を宿したことにより素早さが上昇。炎攻撃は効かないがアイスを当てると弱体化する。
風船モンスター
通常は陸上を進む敵が風船を使い空中に浮かびながら進む。空中にいるため対地攻撃は効かず対空攻撃が効くようになる。また、弓矢で風船を割ると地上に落ち対地攻撃が効くようになる。

### モード
ストーリーモード
順路にそってステージを攻略するモード。難易度はカジュアル、レギュラー（スコアアタック対象難易度）、エキスパートの3段階だが、進行度は全て同じのためカジュアルで全ステージクリア後、レギュラーでスコアアタックをしたり、エキスパートに挑戦することも可能。
ステージは道に沿って進むが、途中分かれ道があり、中には一定の条件を満たすことで解放される場所もある。
トロフィーチャレンジ
全10の特別ステージ（アンコール購入後は14ステージ）に挑むモード。ストーリーモードで獲得した能力も引き継がれる。（一部特定のステージをクリアしていないと獲得不可能、ないし獲得困難なステージもあり。）
各ステージには条件が設定されており、その条件を満たした上でクリアするとトロフィー獲得となる。条件を満たしてもクリア出来なかった場合は失敗となるので注意する必要がある。
- DELUXEで追加されたモード

メダルチャレンジ
トロフィー制度がないPSP向けのチャレンジゲーム。システムなどはトロフィーチャレンジと変わらないが獲得できるものがメダルになる。獲得したメダルの量によりアイテムなどを見ることができる。
DELUXEのストーリーモードはPS3版のアンコールパックのステージである「トキ島」と新たに発見された「グツグツ島」が舞台となる。なお、グツグツ島発見により生態系が変動。PS3版と登場モンスターなどが変わっている。

### 反響（MONSTERS）
前田和志によると、『MONSTERS』は全世界累計で110万本売れるほどのヒット作品となったという。

## PixelJunk Eden
『PixelJunk Eden』（ピクセルジャンク エデン）は、植物の世界をイメージしたワイヤーアクションゲームであり、芸術家のBaiyouがアート・サウンドディレクションとして参加している。
2009年4月16日には追加データとして『PixelJunk Eden Encore』が配信されたほか、その3年近く後の2012年2月2日にはSteamへの移植版も配信された。その後、『Eden Obscura』という題名でスマートフォン向けタイトルとしても配信された。
そして、2020年12月10日には、Nintendo Switch用ソフト『PixelJunk Eden 2』が発売された。

## PixelJunk SHOOTER
『PixelJunk SHOOTER』（ピクセルジャンク シューター）は、地底洞窟を探検する流体アクションシューティングゲーム。マグマや水の動きをなめらかに描画した映像が特徴。
2014年6月18日に、1と2をセットにした『PixelJunk SHOOTER Ultimate』が、PS Vita/PS4で配信された。

### ルール
プレイヤーはシップを操作して洞窟にいるサバイバーをアームで掴んで救出していく。各エリアにはサバイバーが8人程度おり、全員救出するか死亡することで次のエリアに進むことができる。最終エリアで全員を救助すると脱出ハッチが開くのでそこから脱出することができればクリア。
ただし、サバイバーは非常に弱く、自機、敵問わず攻撃が当たったり、氷漬けになったり、マグマや磁性流体に接触するなどさまざまな方法によって死亡してしまう。死亡するたびにカウントが1増え、5人死亡させてしまうとゲームオーバーとなる。ただし、1UPすると1人分のミスが消える。
シップは熱に弱く被弾したり、マグマの近くにいたり、ガスの中にいるとヒートケージが上昇し、最大になると操作不能となり地面に落ちた時点で墜落となる。（水の中に落ちれば復活できる。）
また、磁性流体に接触するとヒートケージが75%まで上昇（中にいるとさらに上昇）、マグマに接触すると即制御不能、敵との接触は即墜落となる。ケージを下げるには水に接触する、スターコインを獲得する、サバイバーを救出する（1人につき25%回復）、自然に冷ます（スピンすることで速く冷ますことができる。）といった方法がある。ただし、従来のシューティングとは違い、自機が墜落してもミスにはならず、そのエリアの最初からやり直しとなる。（ただし、そのエリアで救出したサバイバーや獲得したトレジャーは元通りになり、スターコインは0枚からのスタートとなる。ミスは帳消しにはならない）

### フルイド
このゲームの根幹となるシステム。ステージ上にはそれぞれ特性を持った液体があり、それらを活用することで活路を見出す必要がある。それぞれの液体は流体物理演算を使用しており、なめらかでリアルな動きを再現している。
水
一般的なフルイド。シップが当たるとシップの温度を下げる。マグマに触れると土になり磁性流体に触れると可燃性ガスになる。また、氷と接していると次第に氷になっていく。
マグマ
煮えたぎる高温のマグマ。シップが近くによるとヒートケージが上昇し、シップが触れると操作不能になる。水に触れると土になるが、土とマグマが触れている状態では土を溶かしマグマにする。ただし、土が水や氷に接触していて温度が低い場合には逆にマグマが土になることもある。ガスに触れると引火し爆発する。氷に触れると氷を溶かすこともできる。磁性流体に触れると双方が消滅しかさが減る。
ガス
可燃性のガス。ガス火山や水+磁性流体の組み合わせで生み出される。マグマや電気に触れると爆発し、ガスが近くにいる場合は連鎖的に爆発する。爆発の影響で土や氷を破壊することもできる。
磁性流体
古代の遺跡で発掘された謎の液体。磁性を持っておりシップが近付くと引き寄せられる。また、強力な磁場が発生した場合はそちらに誘導される。水と反応しガスを発生するが、マグマに触れると蒸発し双方とも消滅する。
細胞
2で登場。小さい一つの破片からでも無限に増殖していくが、熱に弱いのかマグマのある方には増殖できない。攻撃で破壊は可能だが、シップが包まれると身動きが取れなくなり押しつぶされる。酸に触れると消滅する。水に触れると細胞膜が破壊され細かいカス状態になってしばらく空中を漂い、シップの攻撃がカスに当たると軌道が逸れる。
酸
2で登場。液状態と気泡状態がある。液状態ではシップにあたると船体が腐食し始め、カウントダウンの後墜落する。また、酸に侵された状態では脱出口は開かない。シップを水で洗い流せば元に戻る。岩を溶かし、水に触れると消滅し、マグマに触れると気泡状態になる。気泡状態ではガスのように広がり、触れてもダメージは受けないがシップが触れると回転して操作不能になる。シップやアームに触れると破裂して消滅し、水に触れると液化する。